# Cirò (Wein)

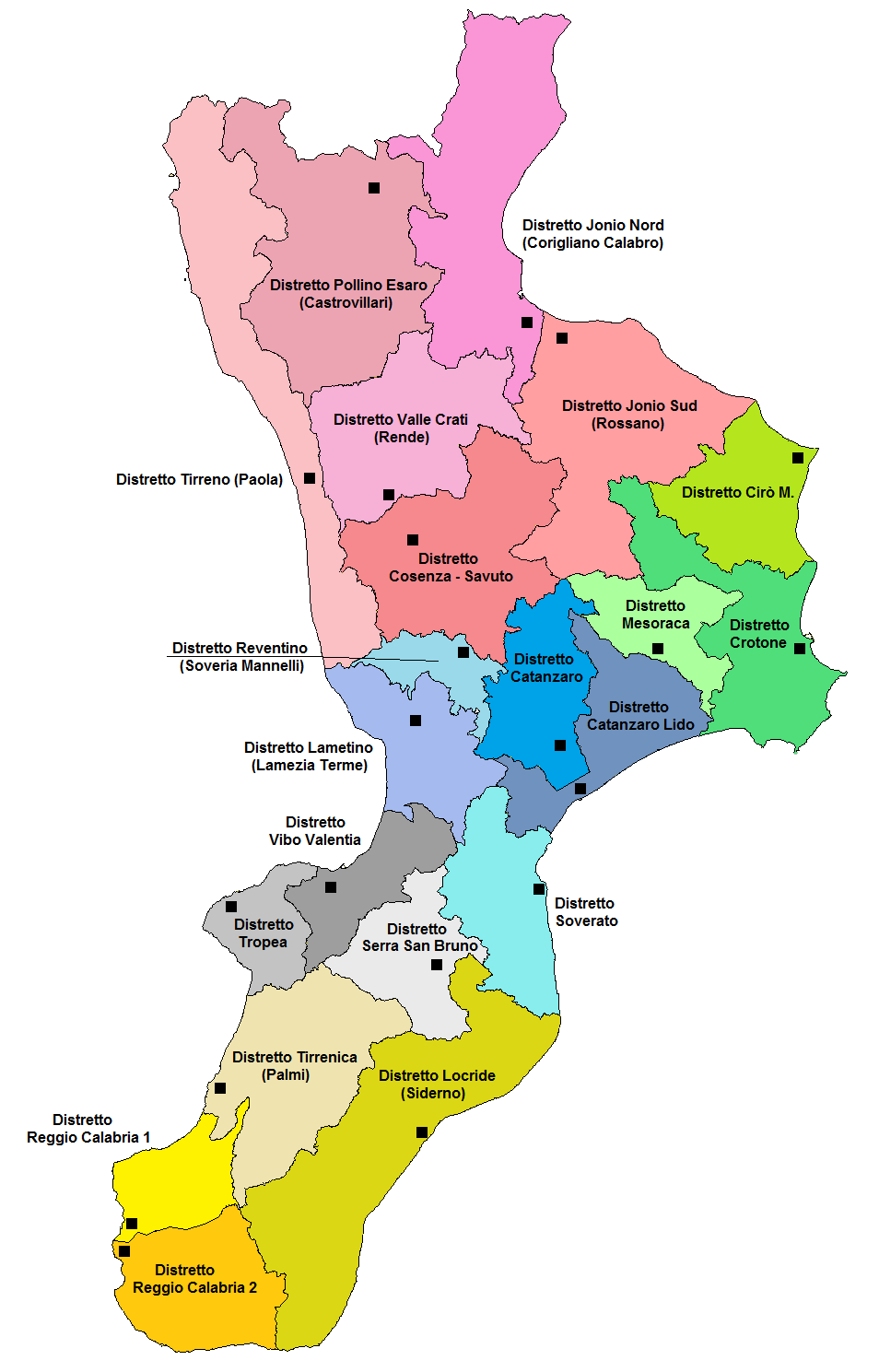
Lage der Region Cirò in Kalabrien

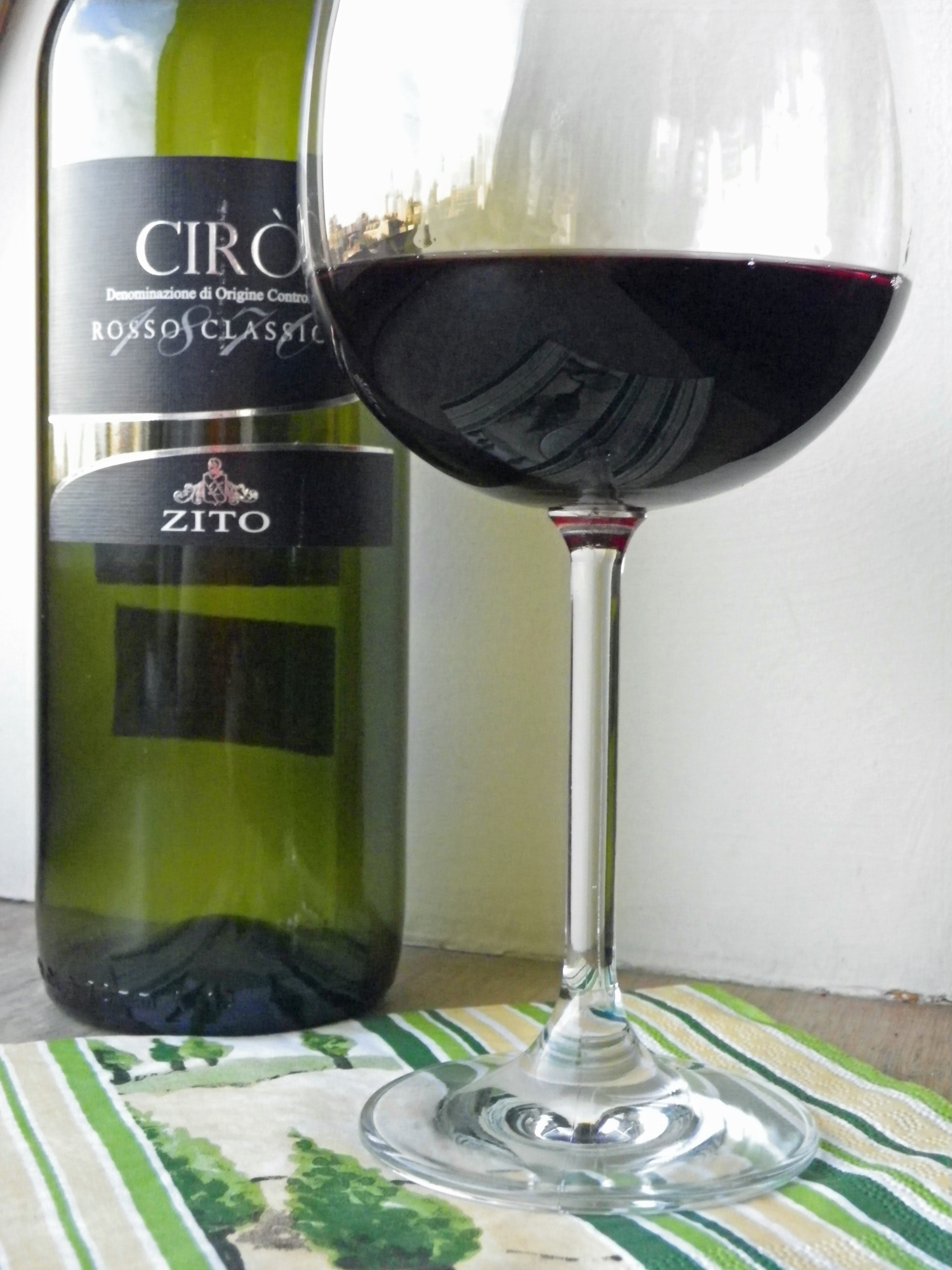
Cirò Rotwein

Unter dem Namen Cirò DOC werden Weiß-, Rosé- und Rotweine aus der süditalienischen Region Kalabrien bezeichnet, wobei letzterer der häufigste Vertreter des Weins ist. Die Weine besitzen seit 1969 eine „kontrollierte Herkunftsbezeichnung“ (Denominazione di origine controllata – DOC), die zuletzt am 7. März 2014 aktualisiert wurde.

## Herkunft
Vermutlich wurde der Weinbau von den Griechen in die Magna Graecia ab dem 8. Jahrhundert v. Chr. eingeführt. Der Wein hatte fast ausschließlich eine regionale Bedeutung. Erst mit den 1980er Jahren begannen einzelne Erzeuger der Weinbauregion auf Qualität zu setzen und den Cirò überregional bekannt zu machen.

## Anbau
Anbau und Vinifikation der Weine sind gestattet in den Gemeinden Cirò und Cirò Marina sowie teilweise in den Gemeinden Melissa und Crucoli in der italienischen Provinz Crotone in der Region Kalabrien. Cirò DOC ist das größte Weinanbaugebiet von Kalabrien. Im Jahr 2017 wurden 36.959 Hektoliter DOC-Wein erzeugt.

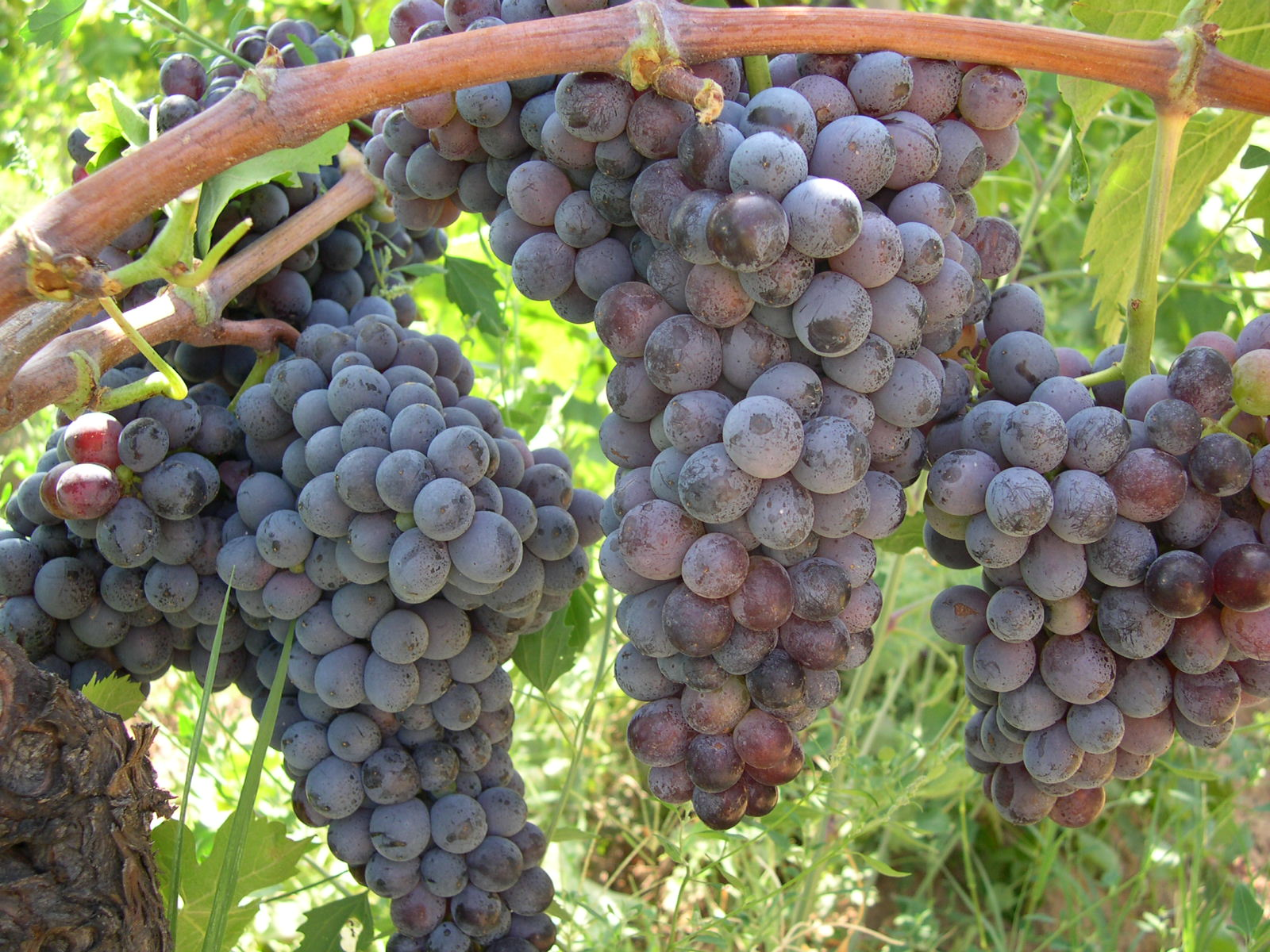
Rote Gaglioppotrauben

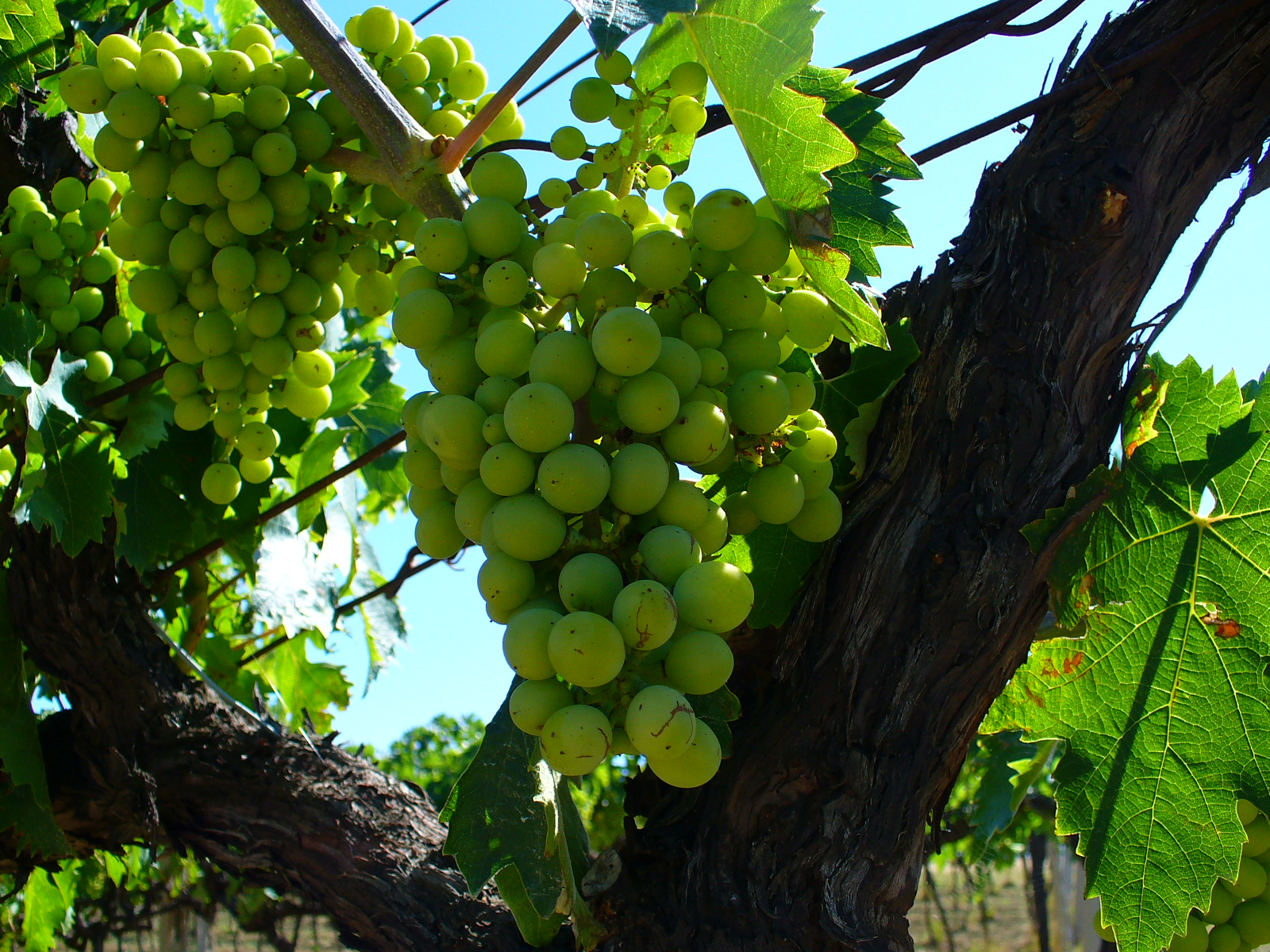
Weiße Trebbianotrauben

## Herstellung
- Der Ciro Rosso besteht zu mindestens 80 % aus Gaglioppo. Höchstens 20 % rote Rebsorten, die für den Anbau in der Region Kalabrien zugelassen, dürfen zugesetzt werden. Die Rebsorten Barbera, Cabernet Franc, Cabernet Sauvignon, Sangiovese oder Merlot dürfen jedoch zu maximal 10 % enthalten sein.
- Der Cirò Bianco besteht zu mindestens 80 % aus Greco Bianco. Höchstens 20 % andere weiße Rebsorten, die für den Anbau in der Region Kalabrien zugelassen sind, dürfen zugesetzt werden.

Besondere Prädikate
- „Classico“ bezeichnet Weine aus unmittelbaren Lagen um die Gemeinden Cirò (Kalabrien) und Cirò Marina, die als die traditionsreichsten Anbaugebiete gelten.
- „Riserva“ bezeichnet Rotweine die beim Erzeuger mindestens zwei Jahre gelagert wurden.[1]

## Beschreibung
Laut Denomination:

### Cirò Rosso
- Farbe: mehr oder weniger intensiv rubinrot, mit violetten Reflexen – tendiert mit zunehmender Reife zu granatrot
- Geruch: angenehm, zart, intensiv weinig
- Geschmack: trocken, vollmundig, warm, harmonisch, samtig mit zunehmender Reife
- Alkoholgehalt: mindestens 12,5 Vol.-%
- Säuregehalt: mind. 4,5 g/l
- Trockenextrakt: mind. 20,0 g/l

### Cirò Rosato
- Farbe: mehr oder weniger intensiv rosa
- Geruch:  zart, weinig
- Geschmack: von trocken bis halbtrocken, frisch, harmonisch und angenehm
- Alkoholgehalt: mindestens 12,5 Vol.-%
- Säuregehalt: mind. 4,5 g/l
- Trockenextrakt: mind. 17,0 g/l

### Cirò Bianco
- Farbe: mehr oder weniger intensiv strohgelb, bisweilen mit grünlichen Reflexen
- Geruch:  harmonisch, angenehm
- Geschmack: von trocken bis halbtrocken, frisch, harmonisch, zart, charakteristisch
- Alkoholgehalt: mindestens 11,0 Vol.-%
- Säuregehalt: mind. 4,5 g/l
- Trockenextrakt: mind. 16,0 g/l